# Свазиленд на летних Олимпийских играх 1972
Свазиленд принимал участие в Летних Олимпийских играх 1972 года в Мюнхене (ФРГ) в первый раз за свою историю, но не завоевал ни одной медали.